# Rick Lens
Rick Lens (21 augustus 2000) is een Nederlandse acteur en filmschrijver die bekend werd door zijn rol van Jojo in de film Kauwboy.

## Filmprijzen
Rick Lens is driemaal genomineerd voor een filmprijs. Op het Poolse filmfestival Ale Kino! werd hij in 2012 beloond met een eervolle vermelding voor zijn rol in Kauwboy.